# Scania
 (juin 2014).
Scania est un constructeur suédois de poids lourds et d'autocars ainsi que de moteurs industriels et marins. Le groupe allemand Volkswagen AG en détient la totalité du capital.

## Histoire

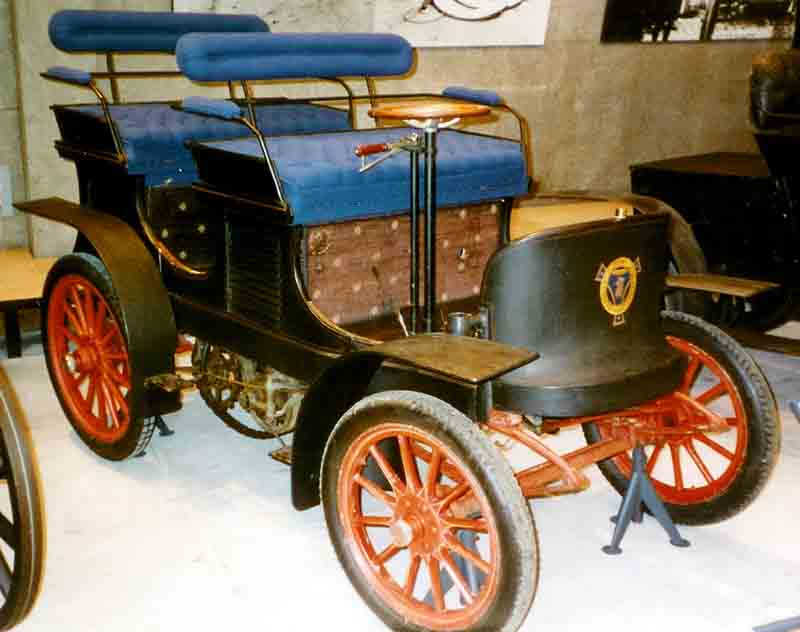
Tout premier véhicule, le Scania A1 de 1901.

Scania tient son nom d'une province du sud de la Suède, la Scanie, où son histoire a débuté. Son emblème est celui de la province, un griffon, créature fantastique mi-aigle mi-lion.
La maison Scania d'aujourd'hui descend directement de la société Vagnfabriks-Aktiebolaget i Södertälje (Vabis) fondée en 1891. En 1911, Vabis fusionne avec Maskinfabriksaktiebolaget Scania in Malmö et la marque devient « Scania-Vabis ».
En 1936, la marque développe son premier moteur Diesel.
En 1969, Scania-Vabis fusionne avec Saab, constructeur d'automobiles et d'avions militaires, pour donner naissance à Saab-Scania AB : la marque « Scania » apparaît pour les camions et les autobus.
Dans les années 1980, Scania collabore avec la dictature militaire au Brésil en lui transmettant des informations sur les activités des militants syndicaux brésiliens de l'entreprise. Ces informations sont utilisées par la police pour les surveiller, harceler et arrêter ces syndicalistes afin d‘empêcher l‘organisation de grèves. 
En 1995, le groupe se divise en deux entités totalement distinctes, Scania AB et Saab AB.
En 2000, General Motors (GM) acquiert 100 % du capital de Saab Automobile et Volkswagen AG acquiert 18,7 % du capital de Scania ainsi que 34,0 % des droits de vote, pour environ 3 milliards de marks allemands. La même année sort le millionième véhicule de la marque. Onze usines sont alors réparties dans cinq pays.
En 2008, Volkswagen AG devient le principal propriétaire de la marque avec 68,6 % des droits de vote et 37,73 % du capital et le 13 mai 2014, Volkswagen AG acquiert la totalité de Scania,.
Le titre Scania est retiré de la bourse en 2014.
En 2019, une expérimentation de camions Scania hybrides est menée en Suède sur une portion d'autoroute électrifiée.

## Produits

### Camions

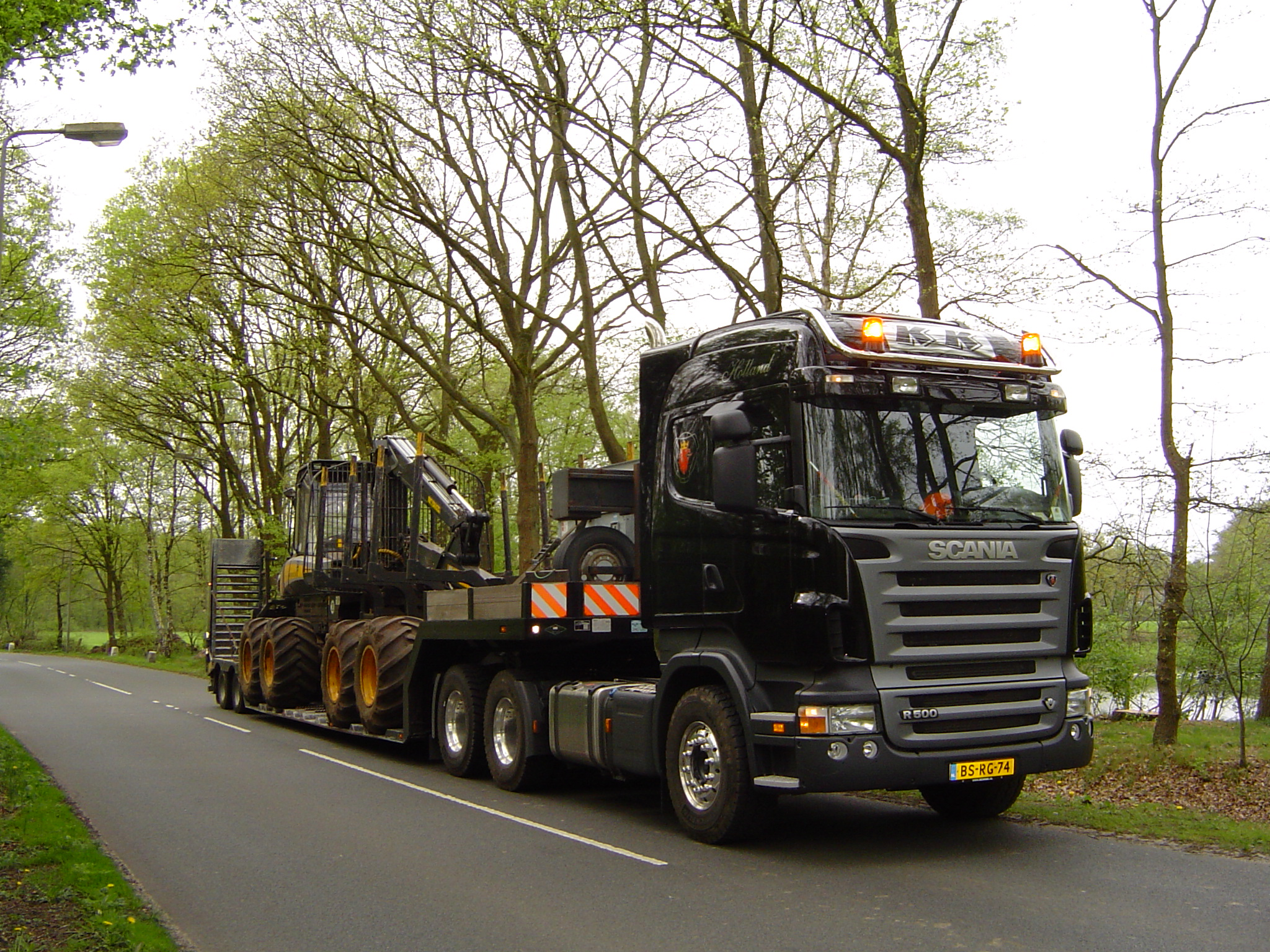
Un camion Scania R 500

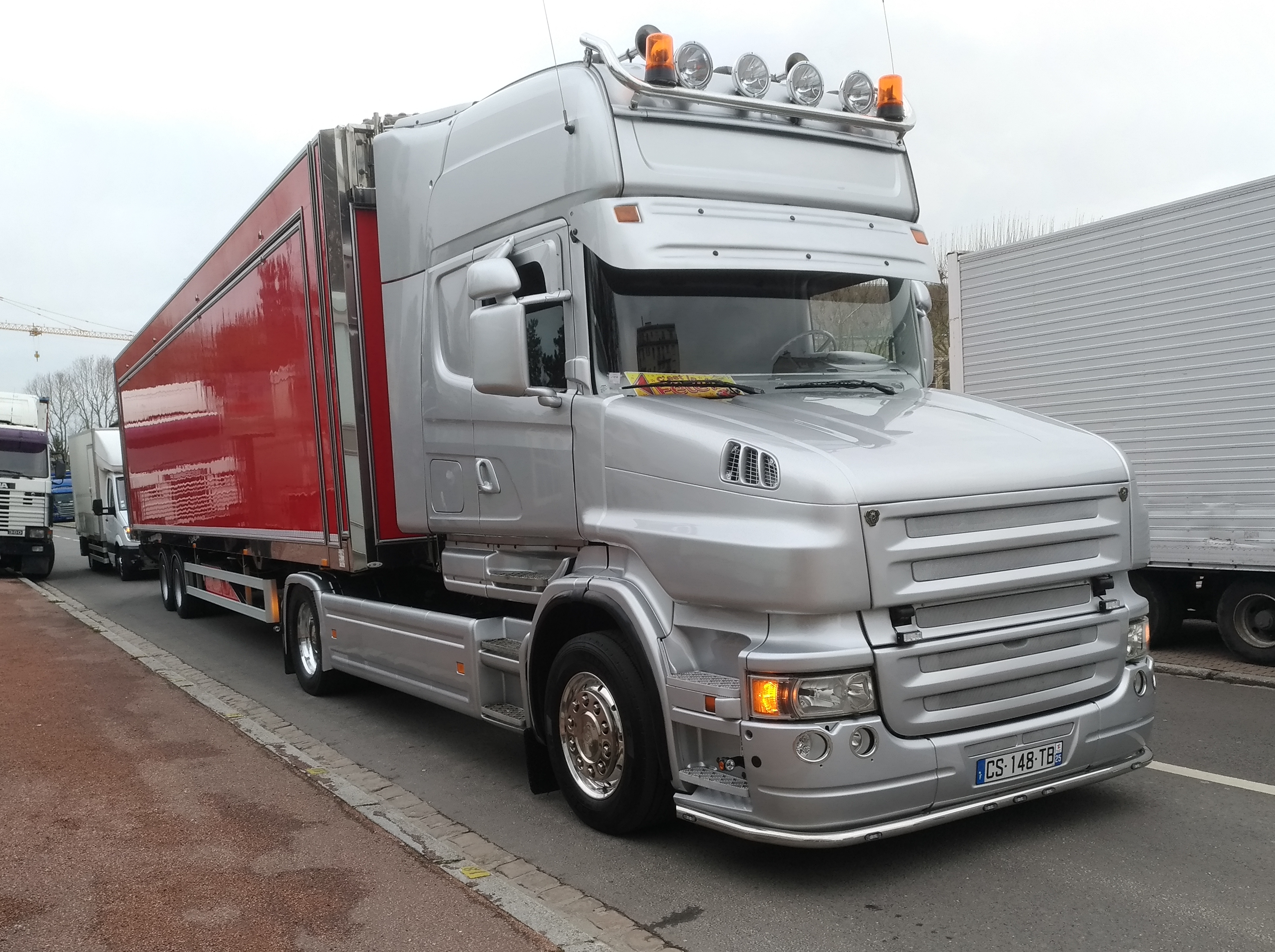
Un camion Scania Torpedo

Scania fabrique une gamme de véhicules porteurs et tracteurs se déclinant selon trois lettres désignant le type de cabine : « L », « P », « G », « R » et " S " (de la plus petite à la plus grande).
- Cabines G : transport courte/moyenne distance avec cabine courte, intermédiaire ou avec couchette (pavillon abaissé, cabine normale ou highline).
- Cabines L : transport courte distance (utilisation urbaine).
- Cabines R : transport longue distance avec cabine intermédiaire ou avec couchette (pavillon abaissé, cabine normale, highline ou topline).
- Cabines P : distribution avec cabine courte, intermédiaire ou avec couchette (pavillon abaissé, cabine normale ou highline).
- Cabines S : transport longue distance avec couchette
- Cabine highline (cabine intermédiaire)
- Cabine topline (cabine haute)
- Cabine T (Torpedo) : cabine reculée derrière le moteur, avec un capot s’ouvrant vers l’avant, à l’américaine[15].

Il existe aussi des cabines à utilisation spécifique : à accès bas, CrewCab et CrewCab double.
Les puissances de moteurs disponibles vont de 230 à 770 ch. Une large palette de transmissions est disponible, du classique 4 × 2 au 10 × 4 en passant par les transmissions intégrales de 4 × 4 à 8 × 8. Un bureau étudie également les développements pour des applications spéciales comme les véhicules militaires, les camions de chantier off-road, les camions outils.

### Transport de voyageurs

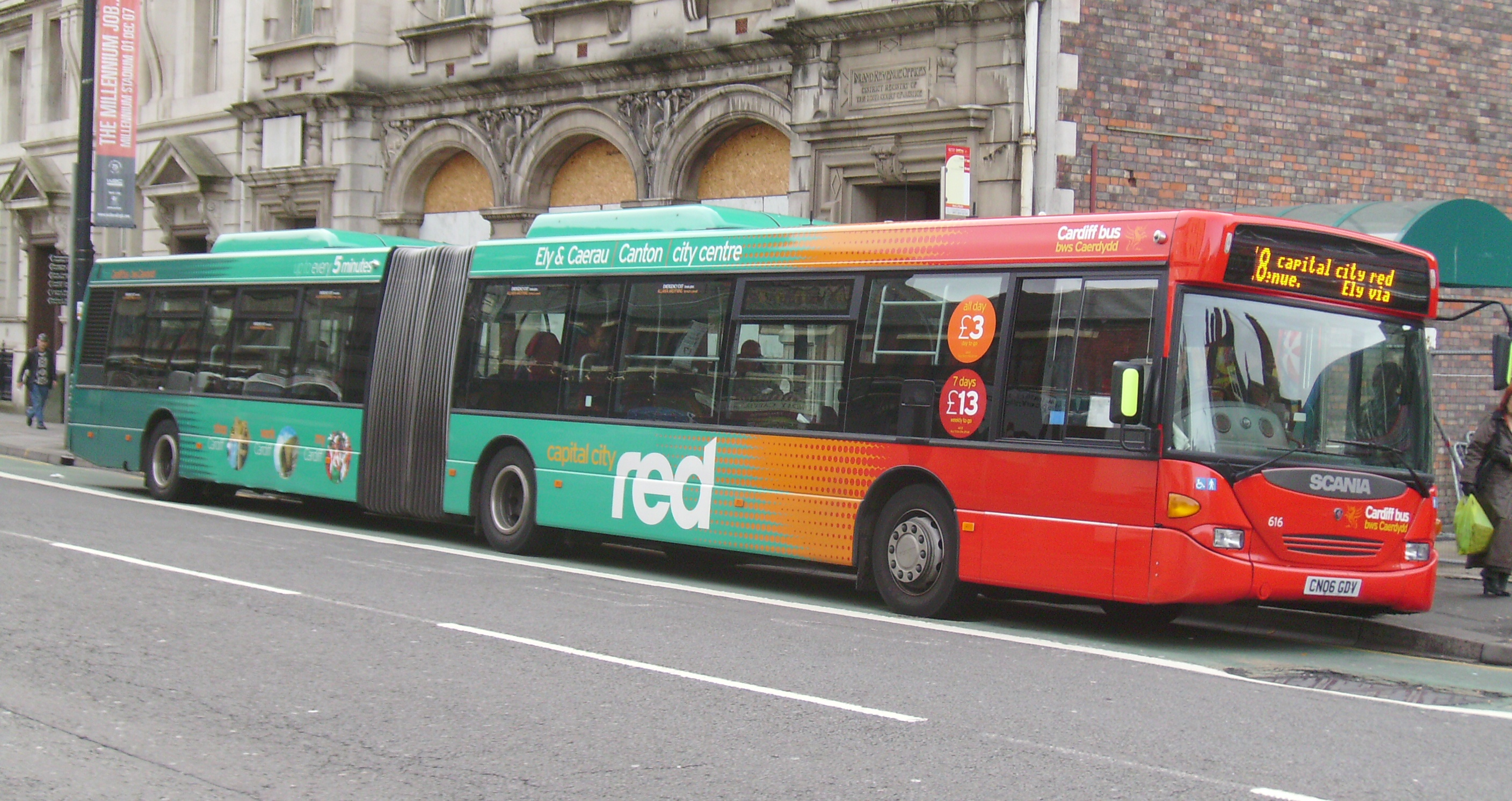
Omnicity articulé 2006, de Cardiff Bus.

#### Autobus
- OmniCity
- OmniLine
- OmniLink
- CityWide

#### Autocars

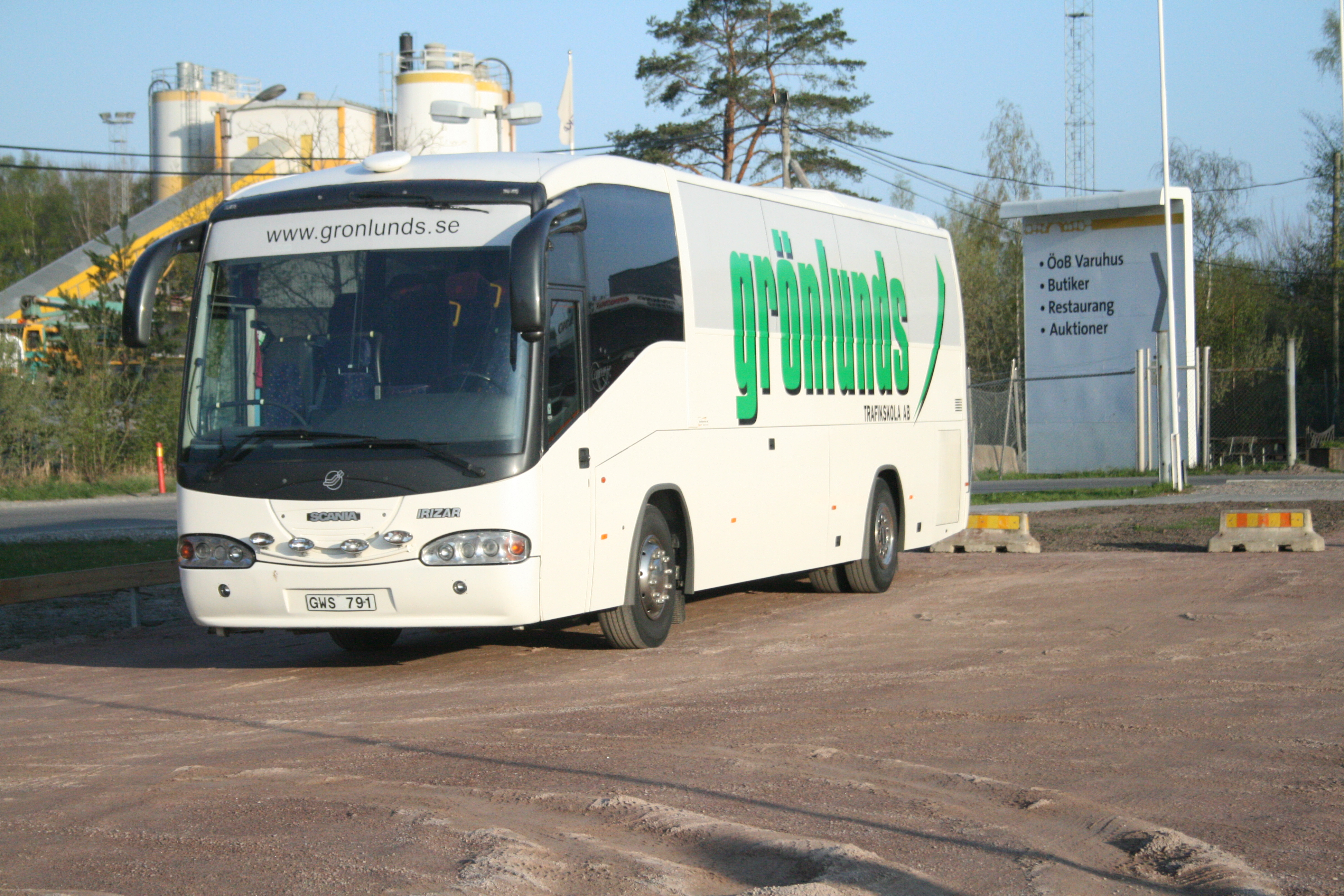
Irizar Century 2000.

Scania propose des châssis d'autocars à carrosser :
- Scania Touring
- Scania Higer A30
- Scania série F, série K, série N,

Et Irizar propose ses modèles sur des châssis Scania :
- Irizar i4
- Irizar Century
- Irizar i6
- Irizar Capacity
- Irizar PB

### Moteurs
Plusieurs types de moteurs sont développées par la marque pour différentes applications :
- moteurs industriels : Scania propose des moteurs à 5, 6 et 8 cylindres pour des applications industrielles. Ils peuvent équiper des engins de chantier de construction, des engins agricoles, des véhicules de défense en environnement terrestre ou marin, des solutions de manutention comme des portiques, des chariots ou des grues, et enfin des engins industriels fixes allant de la pompe à incendie aux déchiqueteuses à bois ;

- moteurs marins : Scania commercialise des moteurs pour les applications marines. La gamme de moteurs se décline en plusieurs puissances : cinq-cylindres de 9 litres, six-cylindres de 13 litres et V8 de 16 litres qui s’étend de 220 à 1 000 ch. Ces moteurs peuvent venir équiper plusieurs types d’embarcation : navires, patrouilleurs, bateaux de pêche, bateaux passagers, bateaux de servitude ou encore de sauvetage. Scania est présent sur le marché maritime et fluvial ;

- moteurs de groupe électrogène : ces moteurs Scania équipent des groupes électrogènes destinés à l'alimentation principale ou l'alimentation de secours. Ces moteurs peuvent s'adapter à la norme environnementale EN14214, en étant alimentés au biodiesel. Ils fonctionnent entre 1 500 tr/min et 1 800 tr/min, et délivrent de 250 à 700 kVA.

## Production
Des sites de production existent en Suède (Luleå, Södertälje, Oskarshamn), aux Pays-Bas (Meppel, Zwolle), en France (Angers), en Pologne (Slupsk), au Brésil (São Paulo), en Argentine (Tucumán) et en Inde (Kolar).

### France
En France, Scania compte plusieurs entités implantées à Angers en Maine-et-Loire :
- Scania France S.A.S : créée en 1977 à Saint-Ouen-l'Aumône, Scania France S.A.S a pour principale activité la commercialisation et la maintenance de véhicules de gros tonnage destinés au transport de marchandises et de personnes ainsi que de services qui l'accompagnent.
- Scania Finance France S.A.S : créée en 1989, société agréée Banque de France, Scania Finance France S.A.S gère les contrats de financement (emprunt ou crédit-bail), d'assurance et de réparation des véhicules de la marque.
- Scania Production Angers : Scania Production Angers assemble depuis 1992 des poids lourds pour le marché français[19] mais également pour l’ensemble des marchés européens et notamment ceux d’Europe du Sud.

## Partenariats
En janvier 2018, Scania investit 10 millions d'euros dans l'usine de batteries géante prévue par la société Northvolt en Suède. Les deux sociétés travailleront ensemble à la conception et la mise en production de batteries particulièrement adaptées à des véhicules tels que les camions.